# Astragalus schutensis
Astragalus schutensis är en ärtväxtart som beskrevs av Nikolai Fedorovich Gontscharow. Astragalus schutensis ingår i släktet vedlar, och familjen ärtväxter. Inga underarter finns listade i Catalogue of Life.